# Stefano Ronchetti-Monteviti
Stefano Ronchetti-Monteviti (Asti (Piemomt), 18 de setembre, 1814 - Casale Monferrato (Piemont), octubre de 1882) va ser un compositor, educador musical i administrador universitari italià.
Nascut a Asti, es va incorporar a la facultat del Conservatori de Milà el 1850 com a professor de contrapunt. Va ser nomenat director de l'escola l'any 1878, càrrec que va ocupar fins que la malaltia el va obligar a dimitir el novembre de 1881. Va morir l'any següent a Casale Monferrato.
Entre els seus alumnes notables hi havia Franco Faccio, Giacomo Puccini i Ivan Zajc. La seva producció compositiva consisteix principalment en música sacra. La seva òpera Pergolese es va estrenar a La Scala el 16 de març de 1857 sense èxit. Utilitzava un llibret de Temistocle Solera i protagonitzava la soprano Maria Spezia-Aldighieri.
Les obres que li donaren fama foren les seves composicions religioses diverses obres vocals (entre elles tres cantates) i un himne nacional.